# Scopula irrorata
Scopula irrorata är en fjärilsart som beskrevs av George Thomas Bethune-Baker 1891. Scopula irrorata ingår i släktet Scopula och familjen mätare. Inga underarter finns listade.